# Hemilienardia balteata
Hemilienardia balteata é uma espécie de gastrópode do gênero Hemilienardia, pertencente a família Raphitomidae.